# 카이로의 붉은 장미
《카이로의 붉은 장미》(영어: The Purple Rose of Cairo)는 1985년 개봉한 미국의 판타지 로맨틱 코미디 영화이다. 우디 앨런이 감독과 각본을 맡았다. 1985년 제39회 영국 아카데미 영화상 작품상과 각본상 수상작이다.

## 줄거리
1930년대 대공황 시대. 뉴저지주에 사는 종업원 서실리아는 불륜을 저지르는 남편 멍크와의 불행한 결혼 생활과 힘든 일에 지쳐 있다. 직장을 잃은 후 그녀는 영화관에서 시간을 보내며 <카이로의 붉은 장미>라는 영화를 반복해서 본다. 특히 영화 속 고고학자 조연인 톰 백스터에게 빠져든다.
어느 날 톰 백스터는 서실리아가 자신을 지켜보는 것을 알아채고 그녀에게 호감을 느끼게 된다. 그는 영화에서 걸어 나와 서실리아와 함께 도망치고 이에 영화 속 다른 인물들은 혼란스러워한다. 서실리아와 톰은 함께 즐거운 시간을 보내며 가까워지지만 톰이 사라진 영화는 제대로 상영되지 못한다. 극장 매니저는 영화 제작자에게 이 사실을 알리고, 톰 역할을 맡았던 배우 길 셰퍼드는 문제를 해결하기 위해 서실리아가 있는 마을로 온다.
길은 서실리아를 만나 톰의 행방을 묻고, 톰은 영화로 돌아가기를 거부한다. 심지어 다른 극장의 톰들까지 반항하기 시작한다. 한편 멍크는 서실리아와 톰의 소식을 듣고 그들을 찾아와 싸움을 걸지만, 톰에게 패배하고 뒤에서 그를 때린다. 서실리아는 멍크에게 실망하고 그를 떠난다. 매춘부가 톰을 유혹하지만 톰은 서실리아에 대한 마음을 지키고, 길은 서실리아를 매혹하며 키스하지만 서실리아는 톰을 택하며 그를 거절한다.
영화 제작자들은 톰이 영화 속으로 돌아오면 영화 필름 복사본들을 파기하려고 하지만 톰과 서실리아는 약혼을 하고 톰은 서실리아를 영화 속 세상으로 데려간다. 톰은 영화 속 정해진 사랑 이야기를 거부하고 서실리아에게 영화 속 세계를 보여주지만 그 때 길 셰퍼드가 극장에 나타나 서실리아에게 사랑을 고백한다. 서실리아는 톰을 사랑하지만 현실 세계를 더 원하기에 길을 선택한다.
결국 톰은 마지못해 영화로 돌아가고, 서실리아는 멍크와 완전히 헤어진다. 서실리아는 길과 함께 할리우드로 떠날 것이라 기대했지만, 사실 길은 톰을 영화 속으로 되돌려 놓기 위해 서실리아를 이용했던 것일 뿐이었다. 실망한 서실리아는 영화관에서 다른 영화를 보다가 춤추는 진저 로저스와 프레드 어스테어를 보며 다시 미소를 되찾는다.

## 출연진
- 미아 패로
- 제프 대니얼스
- 대니 아이엘로
- 에드워드 허먼
- 존 우드
- 데버라 러시
- 조 콜드웰
- 다이앤 위스트
- 폴 허먼
- 밴 존슨
- 마일로 오셰이
- 마이클 터커
- 레이먼드 세라
- 글렌 헤들리
- 줄리애나 도널드
- 조지 마틴
- 로레타 터퍼
- 미미 워델
- 피터 맥로비
- 카밀 사비올라
- 로버트 트레버
- 존 로스먼
- 릴라 아이비

## 기타 제작진
- 협력 제작: 마이클 파이저, 게일 시실리아
- 배역: 줄리엣 테일러
- 미술: 스튜어트 워츨
- 의상: 제프리 컬런드